# 时白林
时白林（1927年—2022年12月31日），曾用名时盛昌，男，安徽蒙城人，中国黄梅戏作曲家，曾任中国音乐家协会理事。